# Kyasanur, Hangal
Kyasanur là một làng thuộc tehsil Hangal, huyện Haveri, bang Karnataka, Ấn Độ.